# بخش بلگراد، شهرستان نیکولت، مینه سوتا
بخش بلگراد (به انگلیسی: Belgrade Township) یک منطقهٔ مسکونی در ایالات متحده آمریکا است که در شهرستان نیکلت، مینه‌سوتا واقع شده‌است.
 بخش بلگراد ۹۱٫۵ کیلومتر مربع مساحت و ۱٬۰۳۳ نفر جمعیت دارد و ۳۰۴ متر بالاتر از سطح دریا واقع شده‌است.